# Hogna zuluana
Hogna zuluana là một loài nhện trong họ Lycosidae.
Loài này thuộc chi Hogna. Hogna zuluana được Carl Friedrich Roewer miêu tả năm 1959.